# 伴大纳言绘词

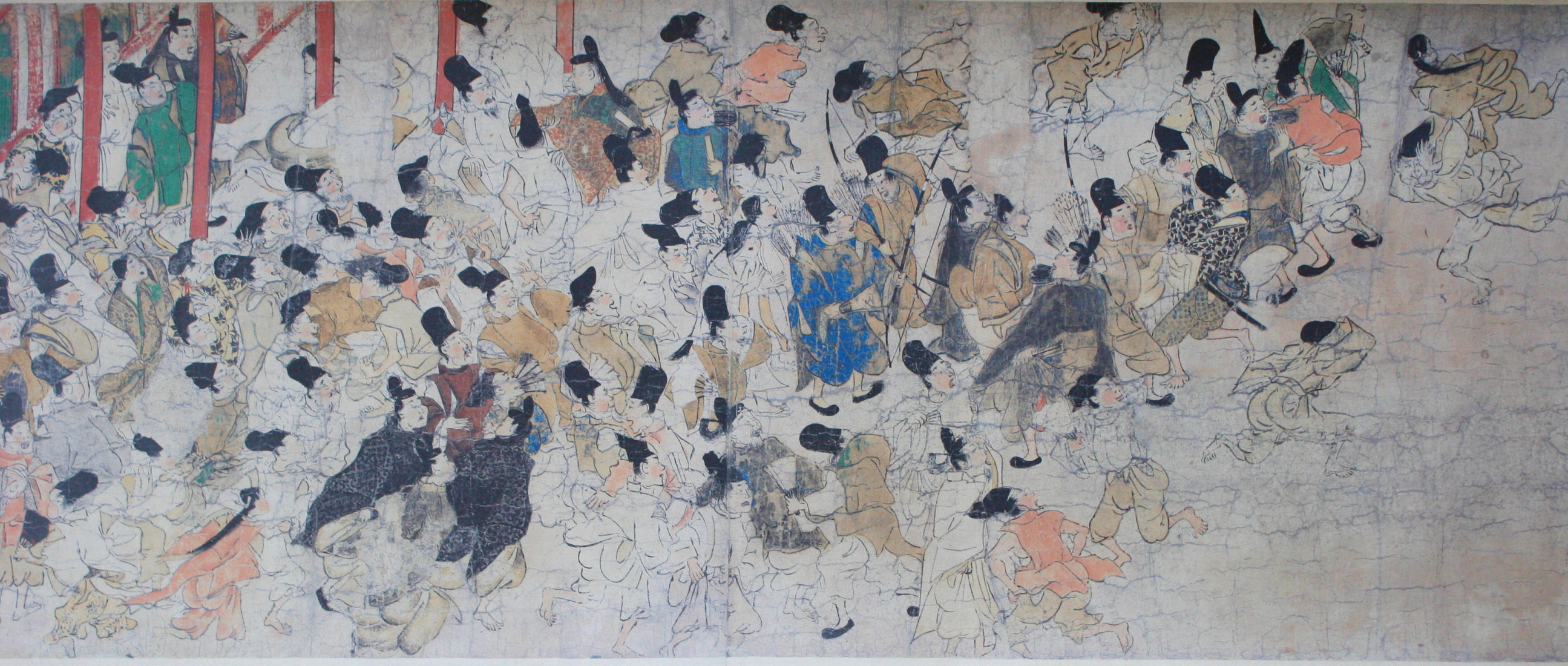
伴大纳言绘词（部分、应天门火灾）

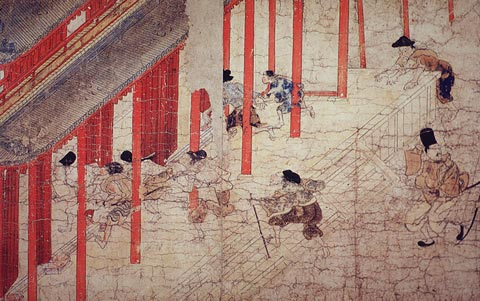
伴大納言絵詞（部分、火灾现场奔逃的众人）

伴大纳言绘词（日语：／ bandainagon ekotoba）是以平安时代的应天门之变为题材绘制而成的长轴画卷。又称“伴大纳言絵巻”。分上，中，下三卷。被指定为日本国宝。与《信贵山缘起》、《源氏物语绘卷》、《鸟兽人物戏画》合称为日本的四大绘卷。作者为宫廷画师常盤光長（ときわみつなが）。
东京出光美術館于1982年（昭和57年），从若狭国（福井県）小浜藩主的后代用32億日元购得。

## 概要

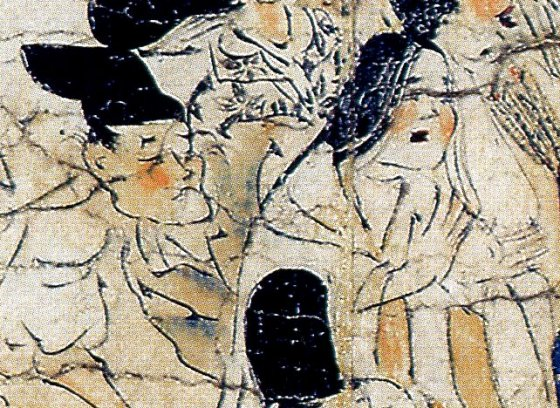
伴大納言絵詞（部分、火灾中，向女子行龌龊之行的男子）

应天门之变发生后300年，由後白河法皇命宫廷画师常盤光長所作。关于画作年份，一说是1177年，但并不明确。卷首的题词已经遗失，但是在《宇治拾遺物語》第十卷中有记载，原文应为“伴大納言、応天門を焼く事”，即“伴大納言纵火烧毁应天门”。

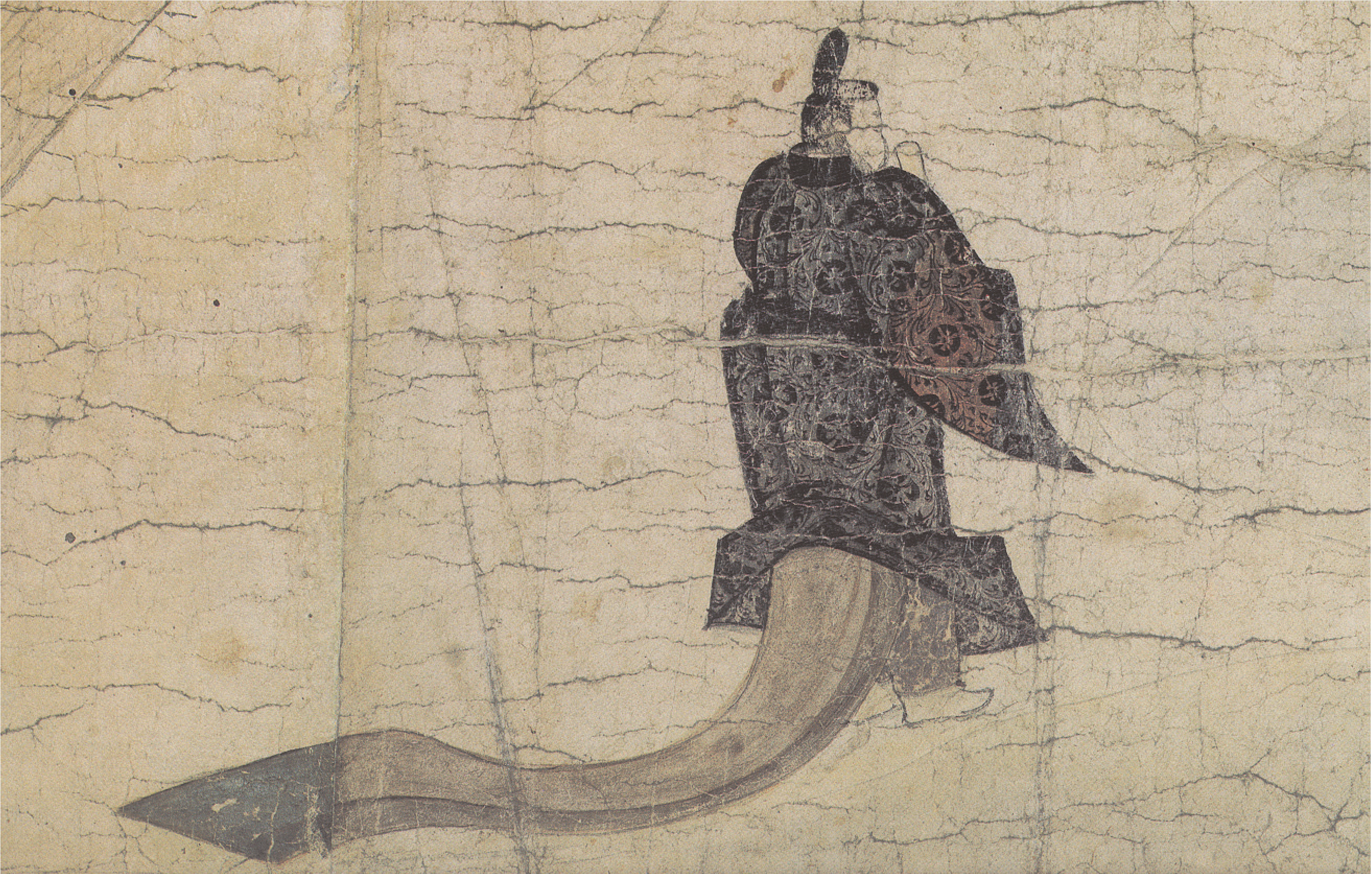
伴大納言絵詞（部分、被认为可能是描绘纵火主谋伴善男的男子，火灾发生时远眺应天门）

基于伴大納言纵火的故事，画中描绘了以下几个场景：
1. 火灾中的应天门
2. 无辜被捕的左大臣源信以及家中悲叹的女眷
3. 由于自家下属小孩吵闹，以致于下属内斗，导致伴大纳言的罪行被发现
4. 朝廷派出的検非違使，逮捕伴大纳言
画作中，描绘檢非違使逮捕伴大纳言部分，具有极高的史料价值。

## 特征

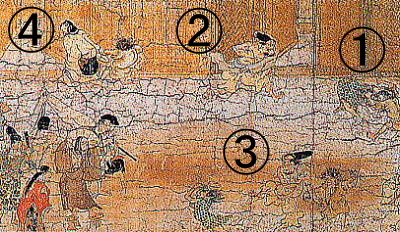
“异时同画法”：①舍人的儿子和管帐人的儿子相互争执。②管帐人飞奔而来。③管帐人猛踢舍人的儿子。④外出归来的管帐人妻子及儿子

对人物及火灾现场的描绘极为优秀，大胆的构图广受好评。
日本的教科书中写到，孩童喧哗事件导致事情真相大白的场面，画家用了“异时同画法”，即将不同时段发生的事件放在同一幅画面中。
不同部分分别描述了下列场景（见右下图）：
1. 皇宫内膳司右兵卫舍人的儿子和伴大纳言的管帐人的儿子发生争执
2. 管帐人急急赶来
3. 管帐人将右兵卫舍人的儿子活活踢死
4. 管帐人的妻子携孩子回来
2004年（平成16年）9月伊始，東京文化財研究所用X射线分析法以及高分辨率画像解析技术对古画进行化学分析，发现颜料中使用了高纯度的特殊材料（可能是当时的舶来品），用于绘制人物或者火苗等不同的对象。该研究还将持续数年。

### 后人临摹版本
伴大纳言绘词有5部左右的古代临摹版本，2010年有人指出，早稻田大学名誉教授中野幸一曾于1980年代初购入一幅临摹版本，证实了临摹版本的存在。 该版本比原作的色彩和文字更加精细，对原画人物剥落的部分进行了修复。根据X光照射的研究表明，其服饰的样式与原画极为接近，估计能为将来的研究提供重要可靠的依据。该画估计是幕府末年冷泉為恭或其同门画师所作。

## 各卷内容
各卷中均有题词，但是上卷的题词遗失。所幸该段题词在《宇治拾遺物語》中完整记载。原题词用古日语书写，下为“白话文”翻译。

### 上卷
（根据《宇治拾遺物語》记载）很久以前，清和天皇时代，应天门发生纵火事件。时任大納言的伴善男向朝廷报称“犯人是左大臣源信。”，欲加以处罚。时任太政大臣藤原良房为源信之兄，自觉个中有所隐情，听闻其受罚大为震惊，身上还穿着便服就策马飞奔参见天皇。道：“左大臣纵火之事为有人故意诬陷，望朝廷仔细调查，明辨是非。”天皇听其谏言，多方调查证实左大臣并非犯人，将其无罪赦免。
上卷开头，描绘了検非違使的官兵向火灾现场赶去，以及在远处眺望火灾的众人。接下来一个场景，有一个人在清凉殿的前庭远望应天门。关于此人是谁史学家有所争议，有说此人正是纵火犯大納言伴善男，又有说是左大臣源信，还有说是担任赦免源信的特使的頭中将，到底是谁尚无定论。
各种观点出典如下：
- 伴善男说 - 福井利吉郎（『絵巻物概説』、1933）、上野直昭（『絵巻物研究』、1950）、黒田日出男（『謎解き伴大納言絵巻』、2002）

- 源信说 - 小松茂美（『日本絵巻大成2』、1977）、倉西裕子（『古代史から解く伴大納言絵巻の謎』、2009）

- 頭中将说 - 田中豊蔵（『日本美術の研究』、1960）

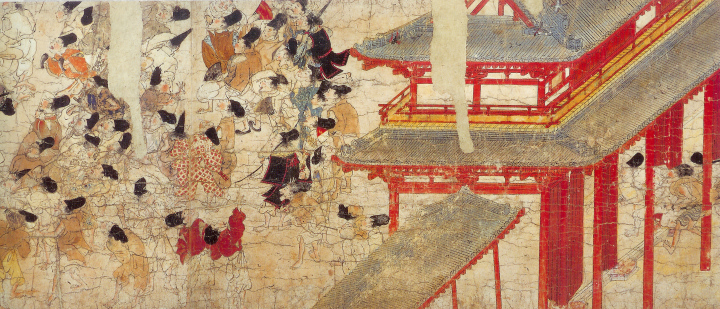
朱雀門内众人
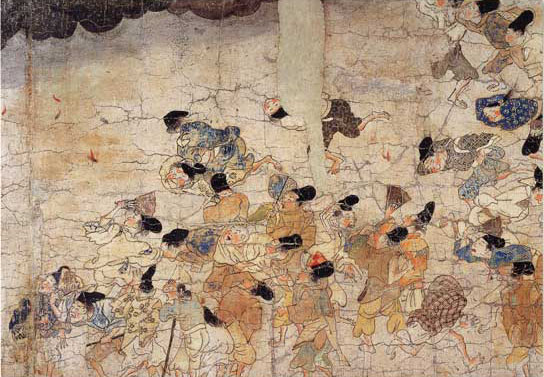
下风口带着孩子逃避火灾的众人
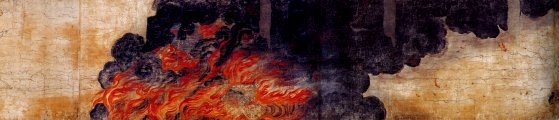
应天门上的火焰
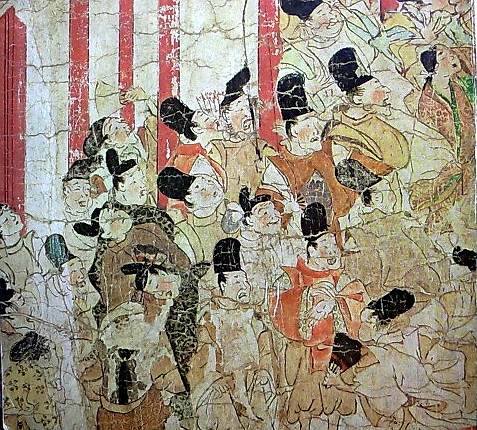
上风口的会昌門前远眺火灾的貴族们
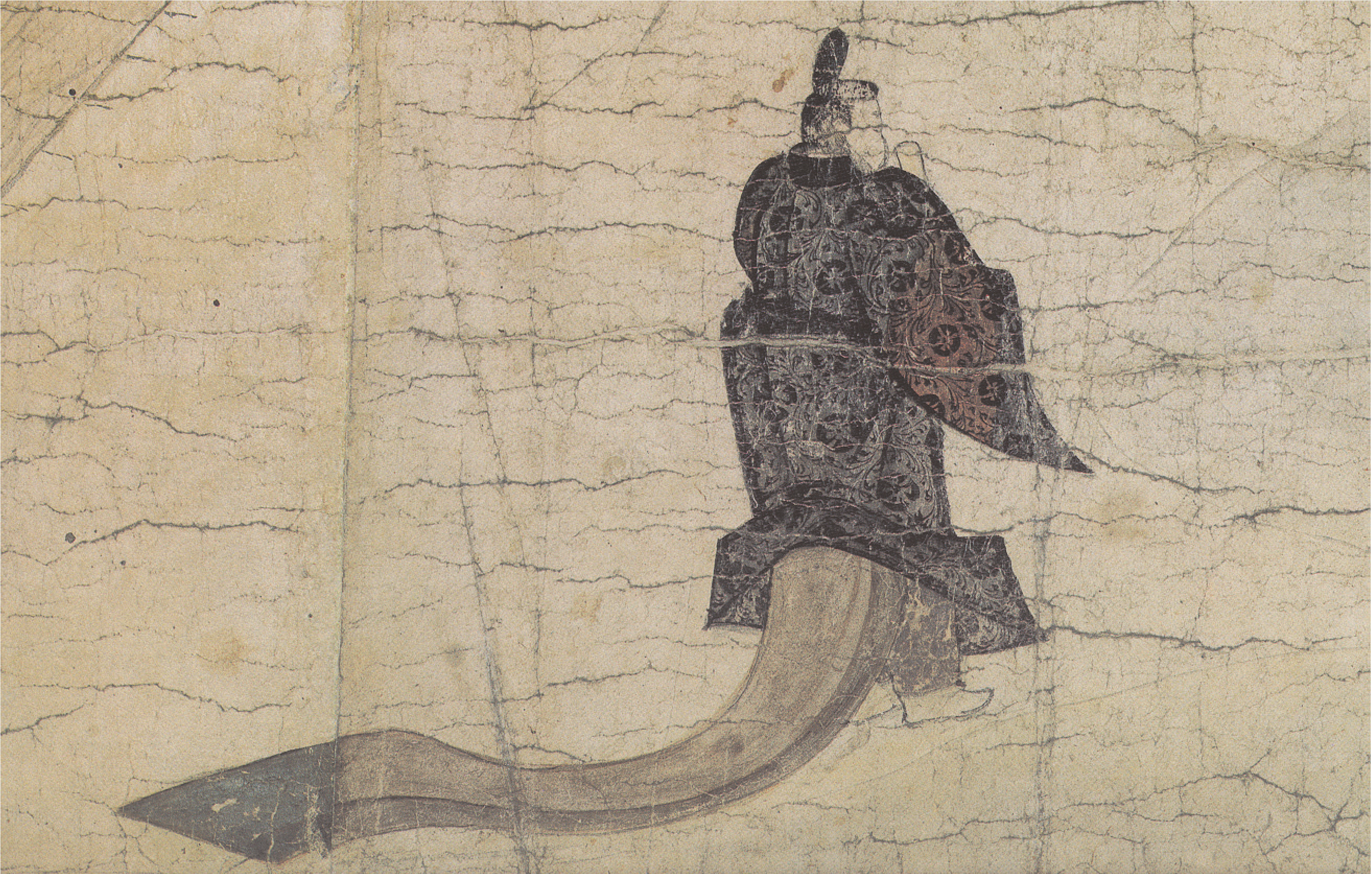
清涼殿前谜一样的人物
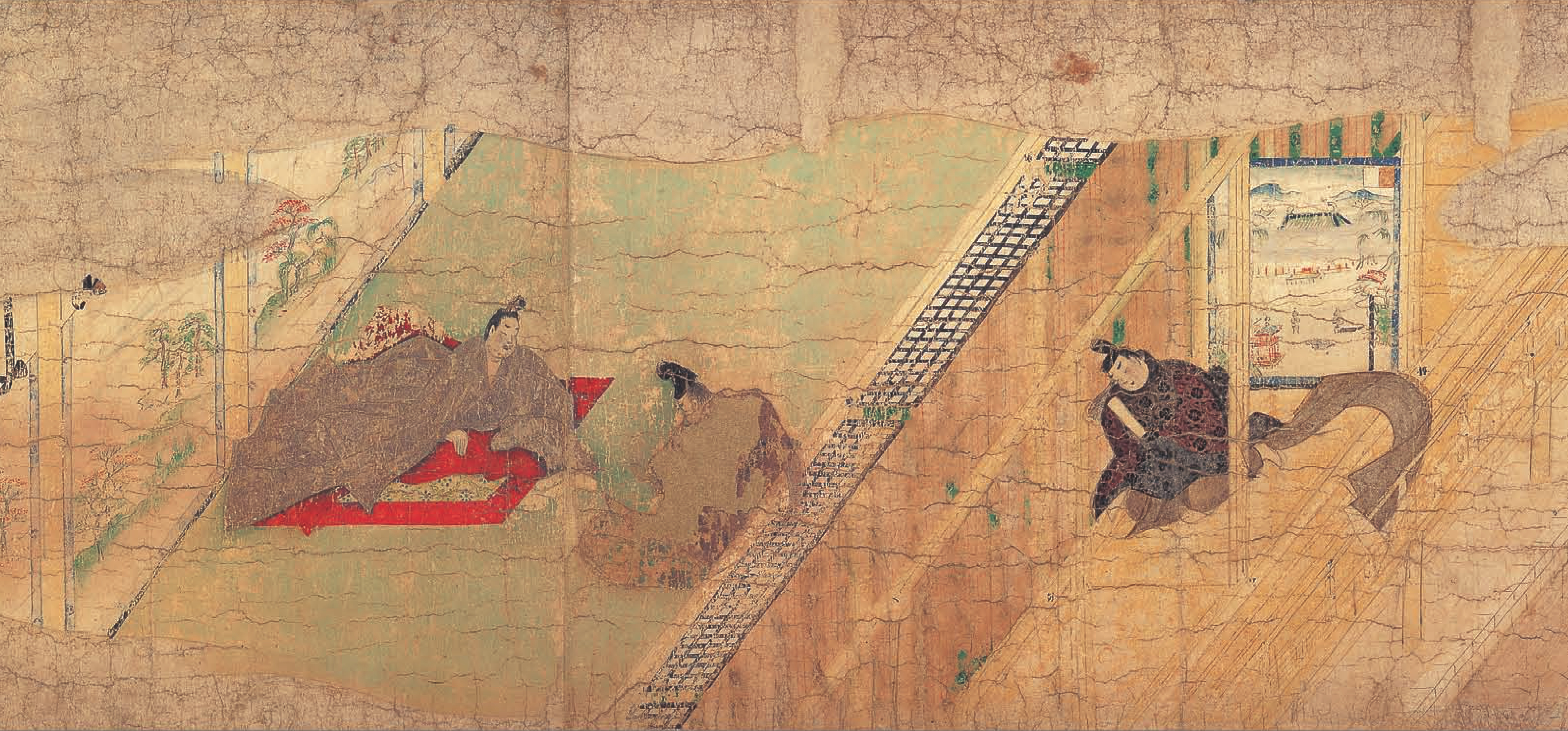
清涼殿内清和天皇（左）于藤原良房对坐
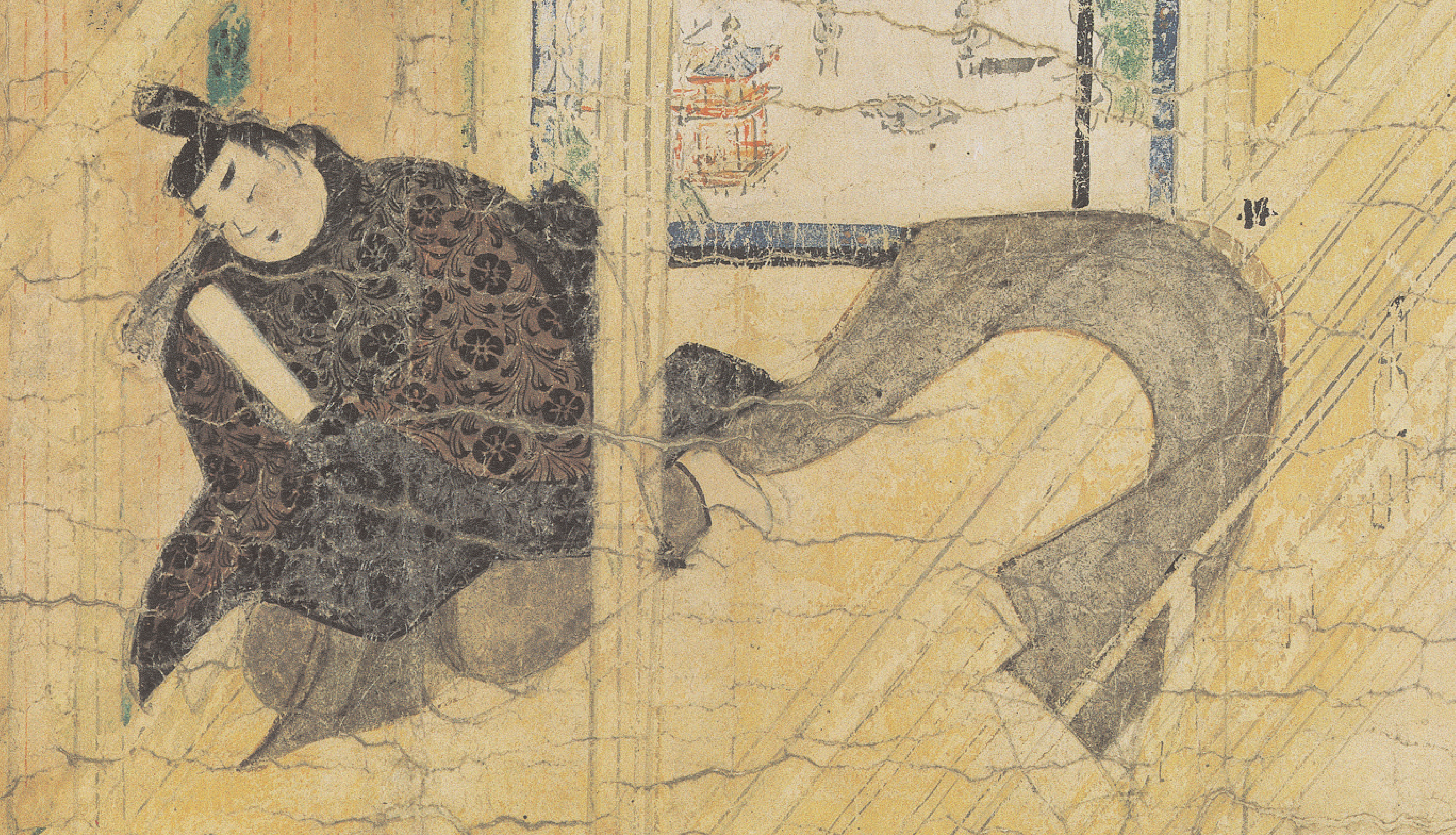
清涼殿中侍卫（一说为頭中将）

### 中卷
（大意）左大臣自叹并未作恶，却被无端指责，正在家中后院哀叹，身着正装似乎在向神明祈祷。这时带着天皇特赦令的特使赶到。家人悲喜交加，左大臣本人闻讯，不由得泣不成声。
左京五条附近住着的右兵衛舍人，一日工作晚归，在应天门前通过时，听见里面有几个人说话。舍人躲在回廊隐约听见，说话之人正是伴大納言。后来伴大納言于其子等3人向朱雀門而去。舍人随后回家，半路惊闻应天门失火，连忙赶去查看。虽然心中知道怎么回事，但是并未声张。后来听闻无罪的左大臣为此事被责罚，心中不由暗叹其实罪犯另有其人。之后左大臣被判无罪赦免，又暗自为其感到高兴。
事发后不久，9月的一天，舍人的孩子和邻家伴大納言的管账人的孩子相互争执，管账人飞奔过来，将自己的孩子来回家里，随后拉住舍人的孩子拖行，将其殴打致死。
舍人愤怒找到管账人欲与其评理：“两个小孩争吵，为什么要将我的孩子打死？”
管账人道：“我是当朝大納言的管账主事，你又能耐我何？”
舍人又道：“我知道你们家大纳言的秘密，之前我只是知道了不说罢了。”
管账人气急败坏拂袖回家。

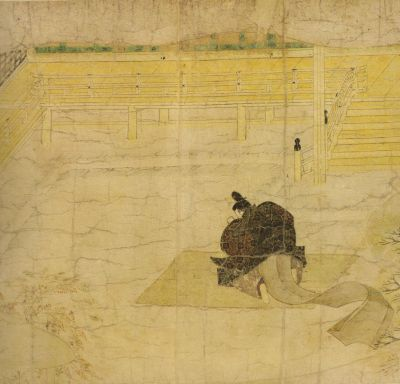
身着正装向神明祈祷的左大臣
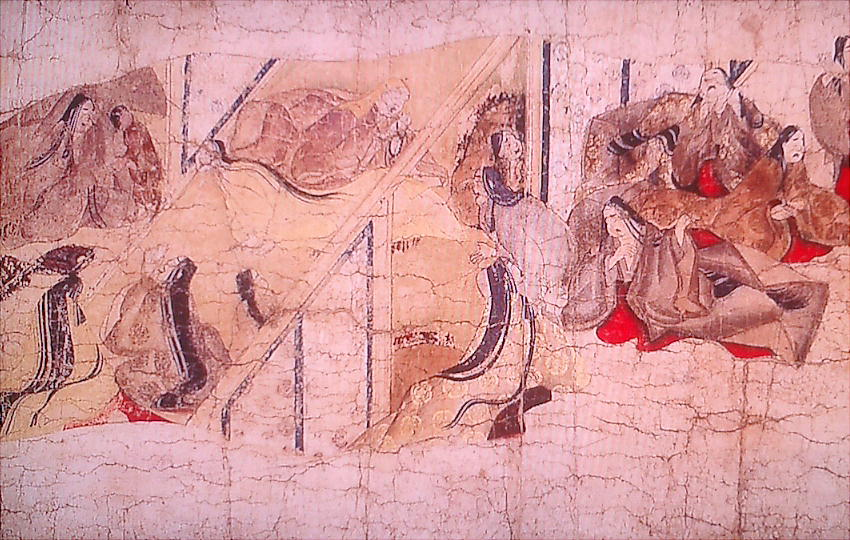
在家中哭泣的左大臣家人，画面左侧内室中为其夫人和孩子
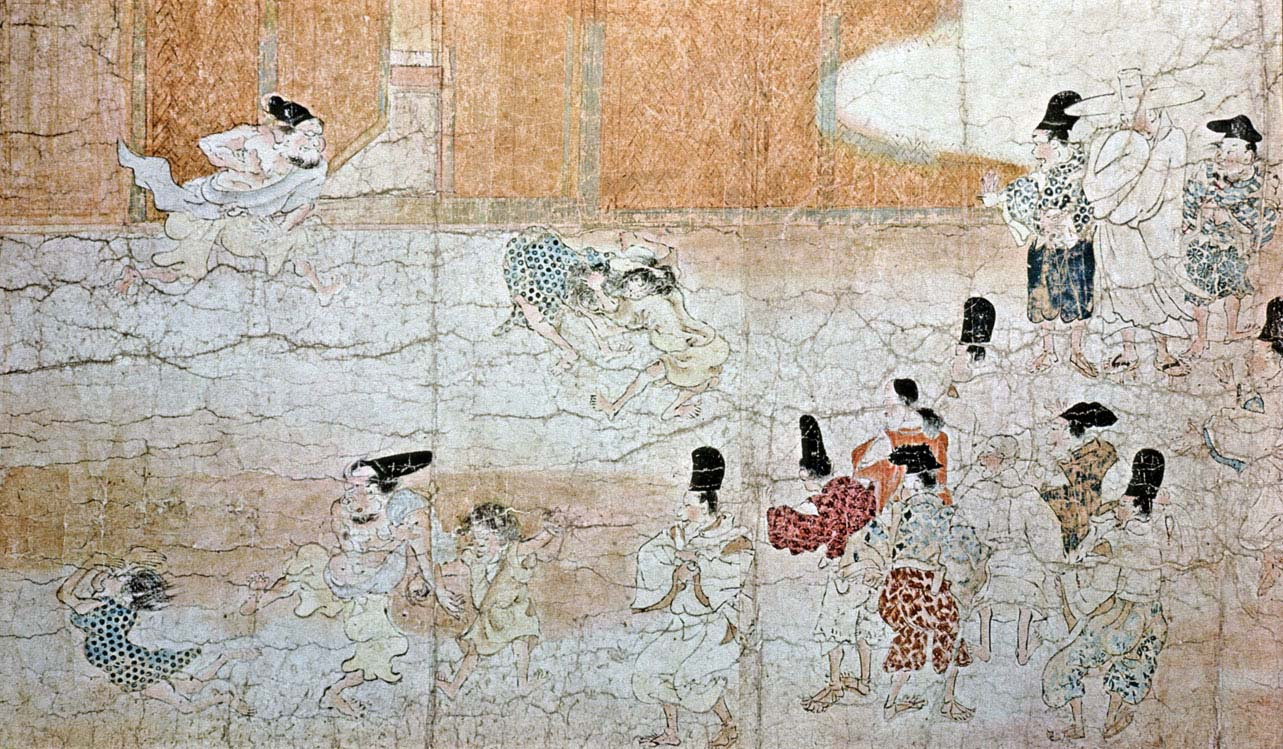
两家小孩发生争吵，画面用了“異時同畫法”，见（特征）
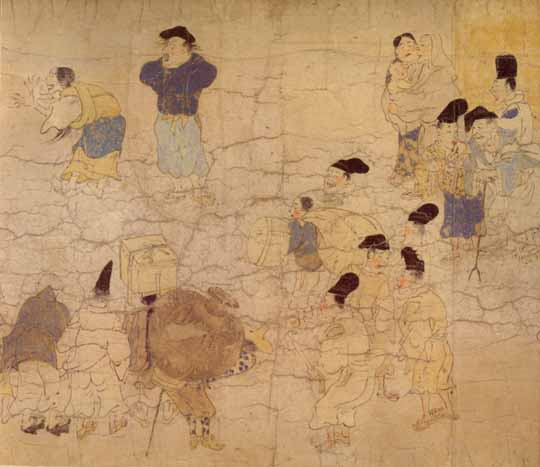
画面左上，舍人夫妇指责大纳言暴行，应天门纵火真相暴露

### 下卷
该件事被众人目睹，口口相传，终于被朝廷知晓。舍人被带去问询，开始不愿开口。但是随后被告知如肯说实话，便不予追究，终于吐露真相。
随后伴大納言被捕，始终不承认纵火之罪，最终被判以流放。

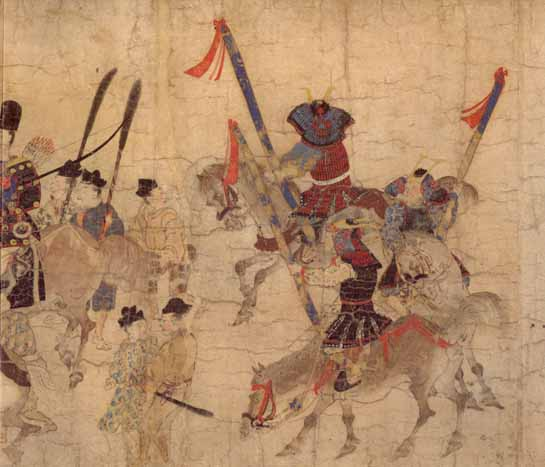
逮捕伴大納言的検非違使一行
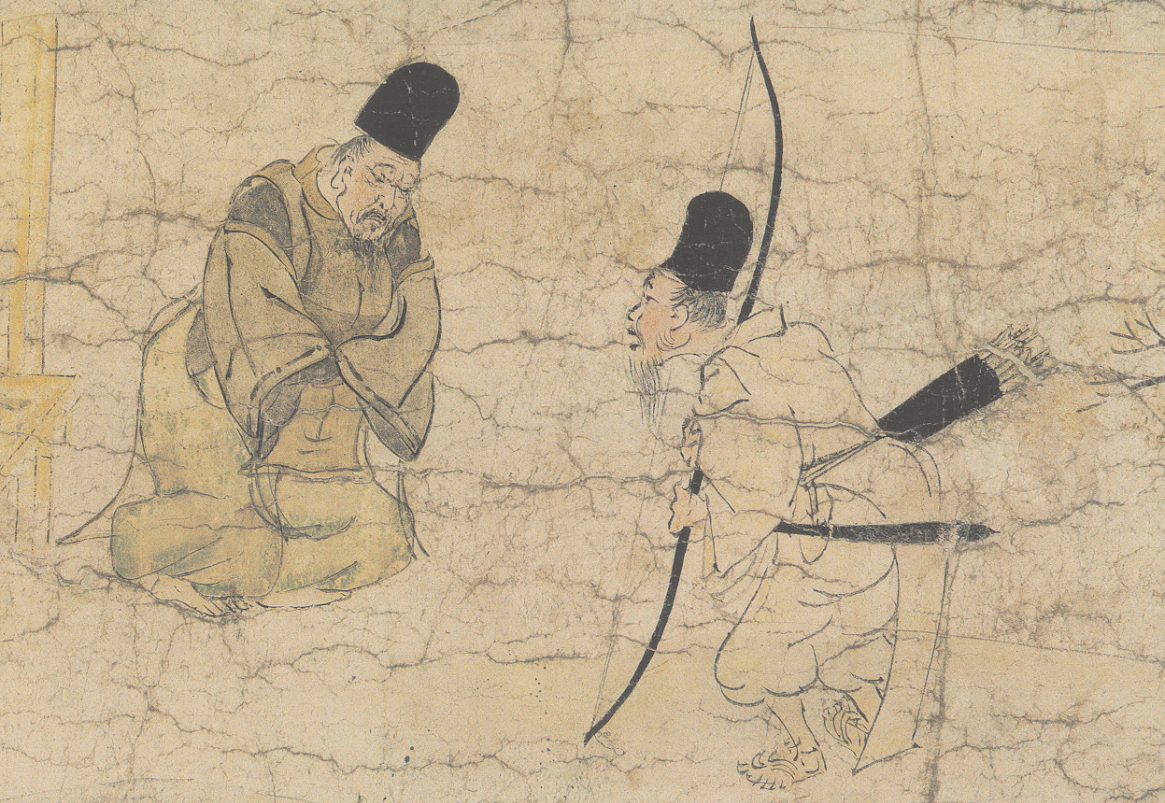
悲痛不已的大納言家的老家司（左）
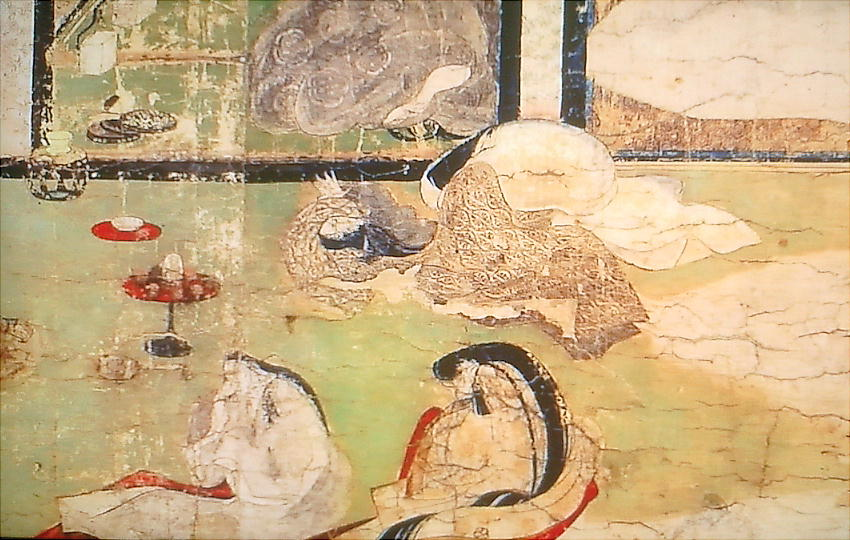
因绝望而哭泣的大納言家人
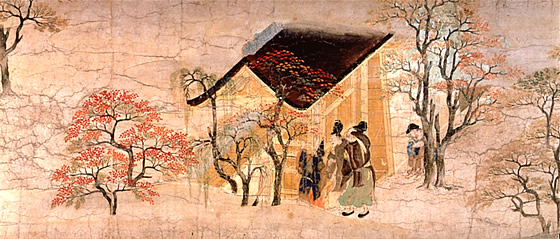
大納言家门口含泪目送大納言流放车队的众人
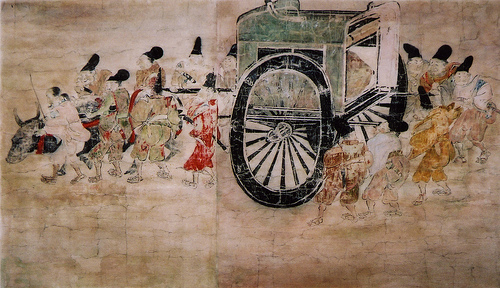
大納言所座的八葉車、画面中央只能看见只能看见大納言一部分的衣服、其表情不得而知

## 脚注
1. ↑  小松茂美編『伴大納言絵巻』（日本の絵巻2）、中央公論社、1987
2. ↑  黒田泰三『思いっきり味わいつくす伴大納言絵巻』、小学館、2002